# Cheshmeh Amīrī
Cheshmeh Amīrī (persiska: Cheshmeh-ye Amīrī, چشمه اميری) är en ort i Iran.   Den ligger i provinsen Kohgiluyeh och Buyer Ahmad, i den centrala delen av landet, 500 km söder om huvudstaden Teheran. Cheshmeh Amīrī ligger 1 160 meter över havet och antalet invånare är 262.
Terrängen runt Cheshmeh Amīrī är varierad. Cheshmeh Amīrī ligger nere i en dal.Runt Cheshmeh Amīrī är det ganska glesbefolkat, med 47 invånare per kvadratkilometer. Närmaste större samhälle är Qīām, 19,7 km sydost om Cheshmeh Amīrī. Omgivningarna runt Cheshmeh Amīrī är i huvudsak ett öppet busklandskap.